# Šalčininkai
Šalčininkai (polnisch Soleczniki, deutsch Sassenicken) ist eine Stadt und Sitz der gleichnamigen Rajongemeinde im Südosten von Litauen. Sie liegt an der Grenze zu Belarus in der Region Dzūkija. Stadt und Umgebung sind geprägt von einer multiethnischen Bevölkerung, die Polen, Russen, Litauer, Belarussen und Roma umfasst. Mehr als 70 % der Bevölkerung sind ethnische Polen.
Die Stadt liegt in einer waldreichen Gegend.

## Stadt

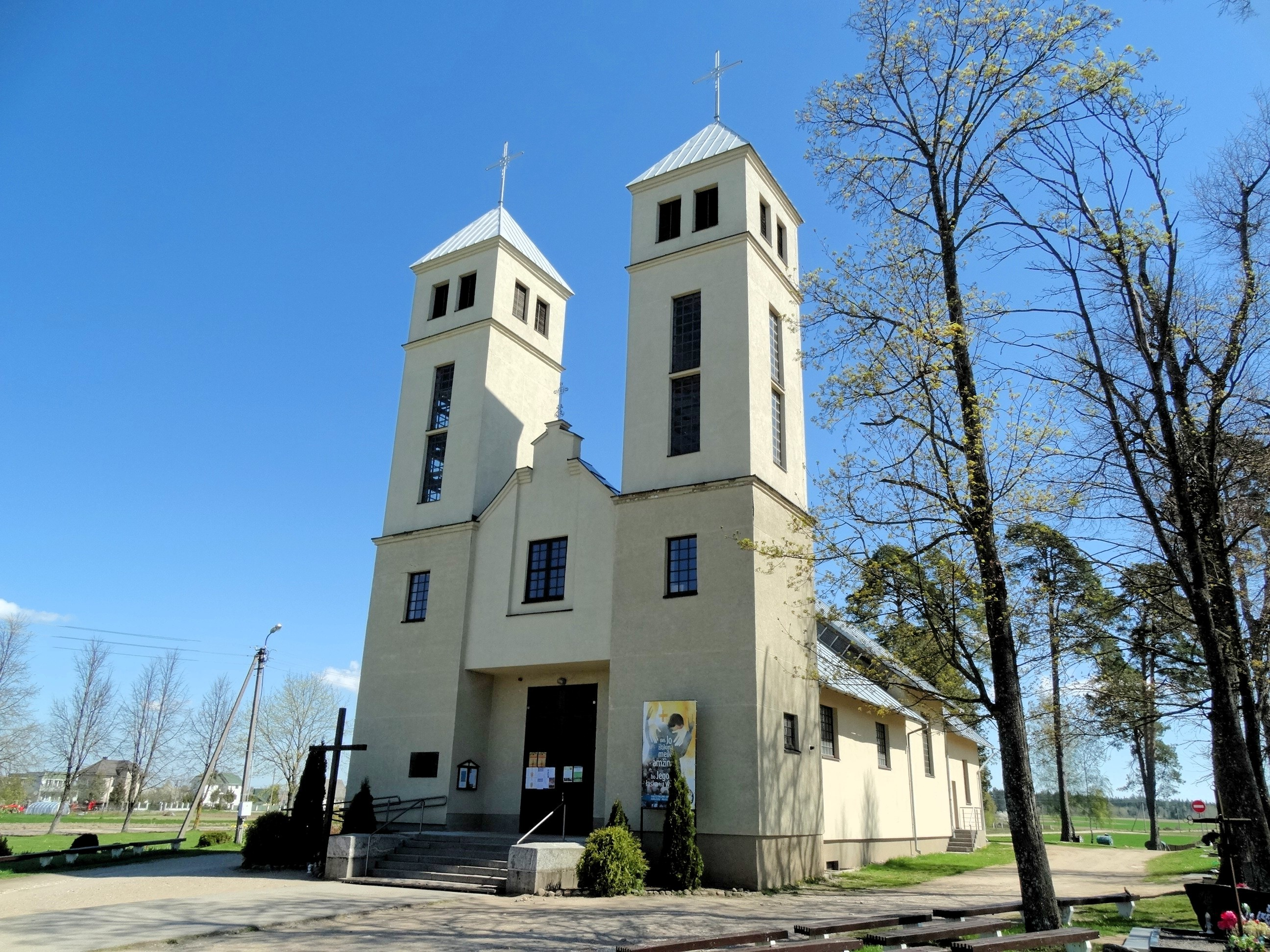
Katholische Kirche des Apostels Petrus in Šalčininkai

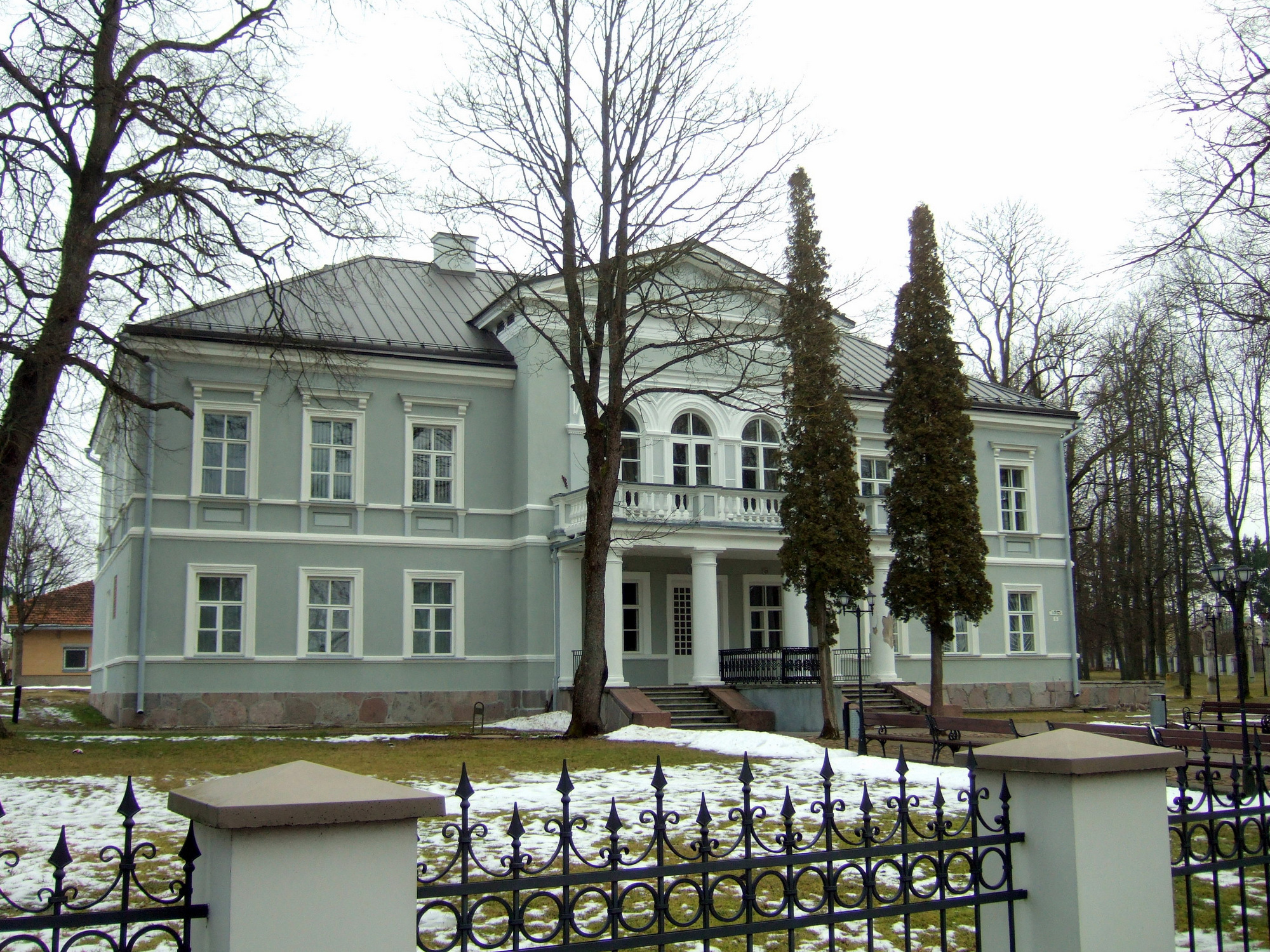
Klassizistisches Herrenhaus aus dem 19. Jahrhundert in Šalčininkai, jetzt Kunstschule

Die Stadt zählt rund 6400 Einwohner und liegt an der Fernverkehrsstraße sowie an der Eisenbahnstrecke von Vilnius nach Lida. Die erste bekannte Erwähnung des Ortes stammt aus der Chronik des Peter von Dusburg aus dem Jahre 1311. Der Name des Ortes leitet sich von dem des Flüsschens Šalčia ab.

## Städtepartnerschaften
Šalčininkai ist mit der Gemeinde Hude in Deutschland verpartnert.

## Persönlichkeiten
- Aron Solz (1872–1945), russischer Jurist und Revolutionär
- Władysław Kozakiewicz (* 1953), polnischer Leichtathlet
- Valdemaras Stančikas (* 1979), Rechtsanwalt und Politiker
- Alicija Ščerbaitė (* 1984), Juristin und Politikerin, Vizeministerin für Innen